# Trpanj
Trpanj (en italien : Trápani) est un village et une municipalité située dans le comitat de Dubrovnik-Neretva sur la péninsule de Pelješac en Croatie. Au recensement de 2001, la municipalité comptait 871 habitants, dont 93,11 % de Croates et le village seul comptait 707 habitants.

## Localités
La municipalité de Trpanj compte 4 localités :
- Donja Vrućica - 48
- Duba Pelješka - 54
- Gornja Vrućica - 62
- Trpanj - 707